# Harald Langberg
Harald Svenn Langberg, född den 3 augusti 1919 i Frederiksberg, Danmark, död den 21 oktober 2003 var en dansk konsthistoriker.

## Biografi
Langberg var son till Grosshandlaren Hans Philip Edliot Langberg (1880–1927) och Kamma Langberg, född Hansen, (1885–1956), samt bror till den danska politikern Edele Kruchow och den danska officeren Gunnar Langberg (1918–2007).
Efter att ha avlagt studentexamen från HF-Centret Efterslægten i Köpenhamn 1938 studerade Langberg vidare parallellt med arbete för Nationalmuseet och Det Særlige Bygningssyn, ett rådgivande organ för kulturminnesvård och byggnadsvård, och kunde 1947 ta en magisterexamen i konsthistoria. Langberg fortsatte sitt arbete vid framför allt Nationalmuseet och utsågs där 1954 till inspektör och sedan 1962 till överinspektör.
Langberg utsågs som en av experterna i 1953 års svenska byggnadsminnesutredning, som 1956 lämnade sitt betänkande till Sveriges regering. Langberg valdes till utländsk korresponderande ledamot i Kungliga Vitterhetsakademin 1963.
Vid UNESCO:s internationella restaureringskonferensen i Venedig 1964, där Langberg som dansk representant var vice ordförande, medverkade han till inrättandet av International Council on Monuments and Sites (ICOMOS) samt utformningen av UNESCO:s fördrag om kulturminnes- och byggnadsvård. 1968 övervarade Langberg vid öppningen av Valdemar Atterdags kista i Sorø klosterkyrka.
Langberg utsågs 1995, tack vare sin kulturhistoriska gärning, till hedersdoktor vid Köpenhamns universitet. Han bodde en stor del av sitt liv vid Gråbrødretorv i Köpenhamn. Han var sedan 1945 gift med Inger Langberg, född Balslev 1925 i Svendborg.